# Marpissa lineata
Marpissa lineata là một loài nhện trong họ Salticidae.
Loài này thuộc chi Marpissa. Marpissa lineata được Carl Ludwig Koch miêu tả năm 1846.

## Hình ảnh

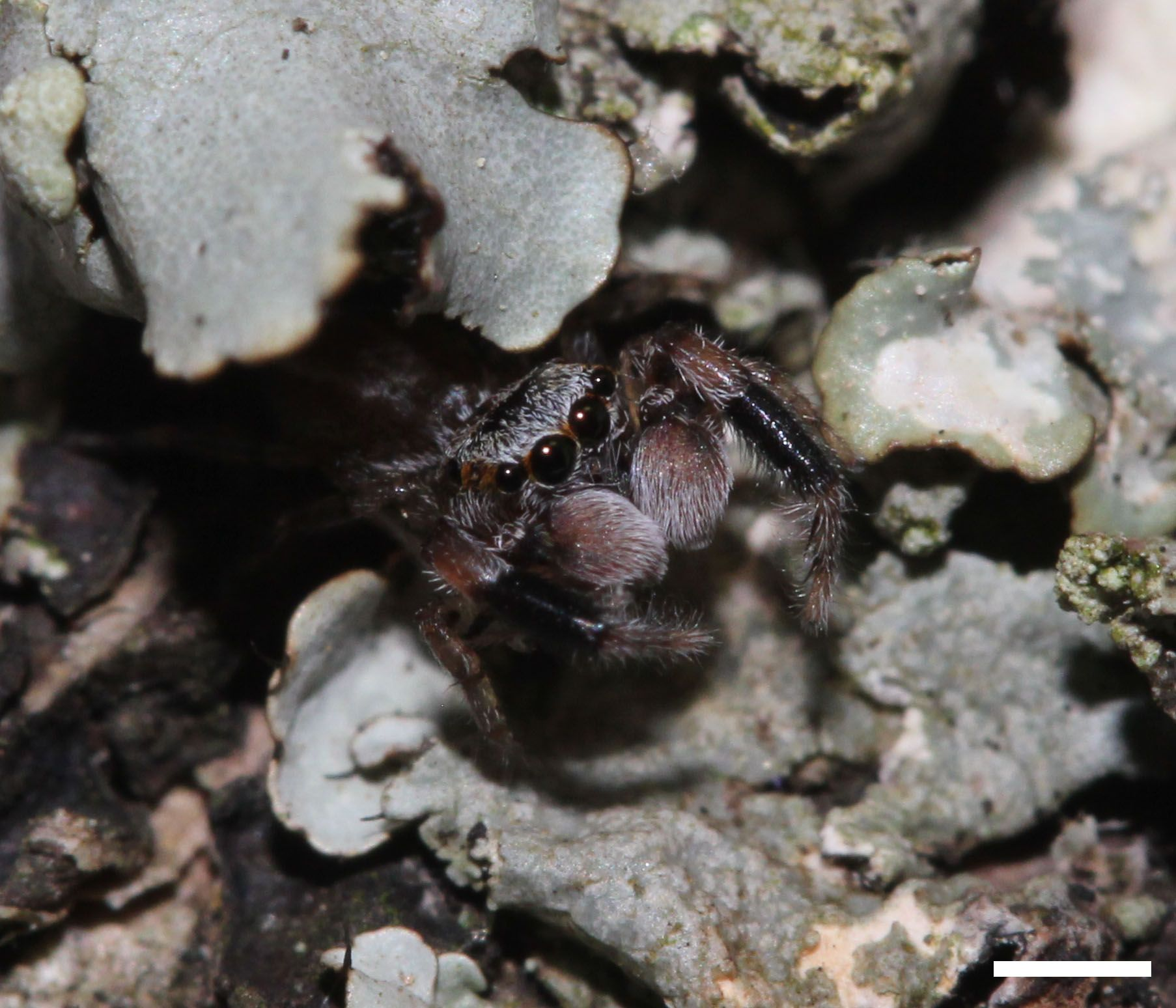
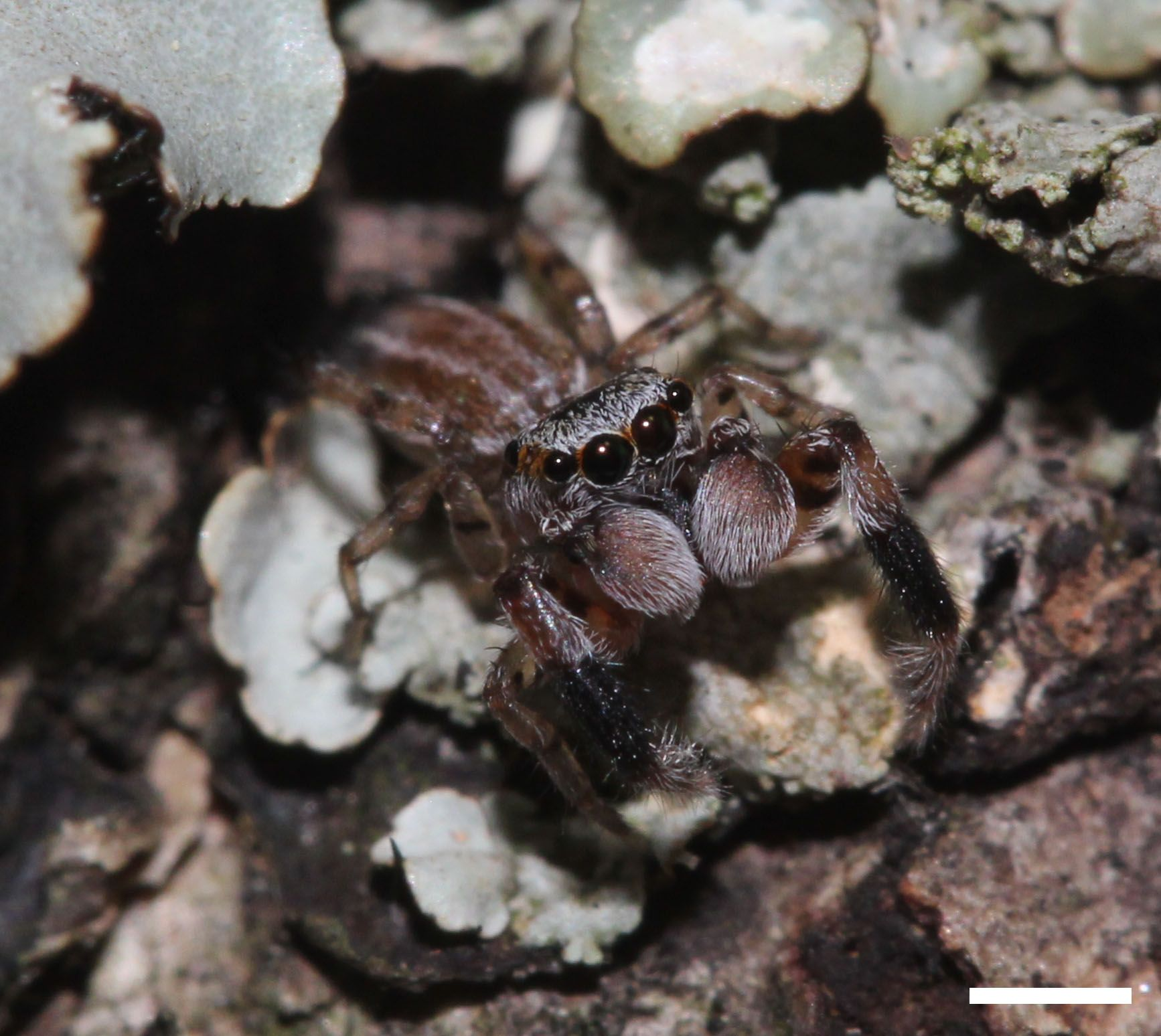
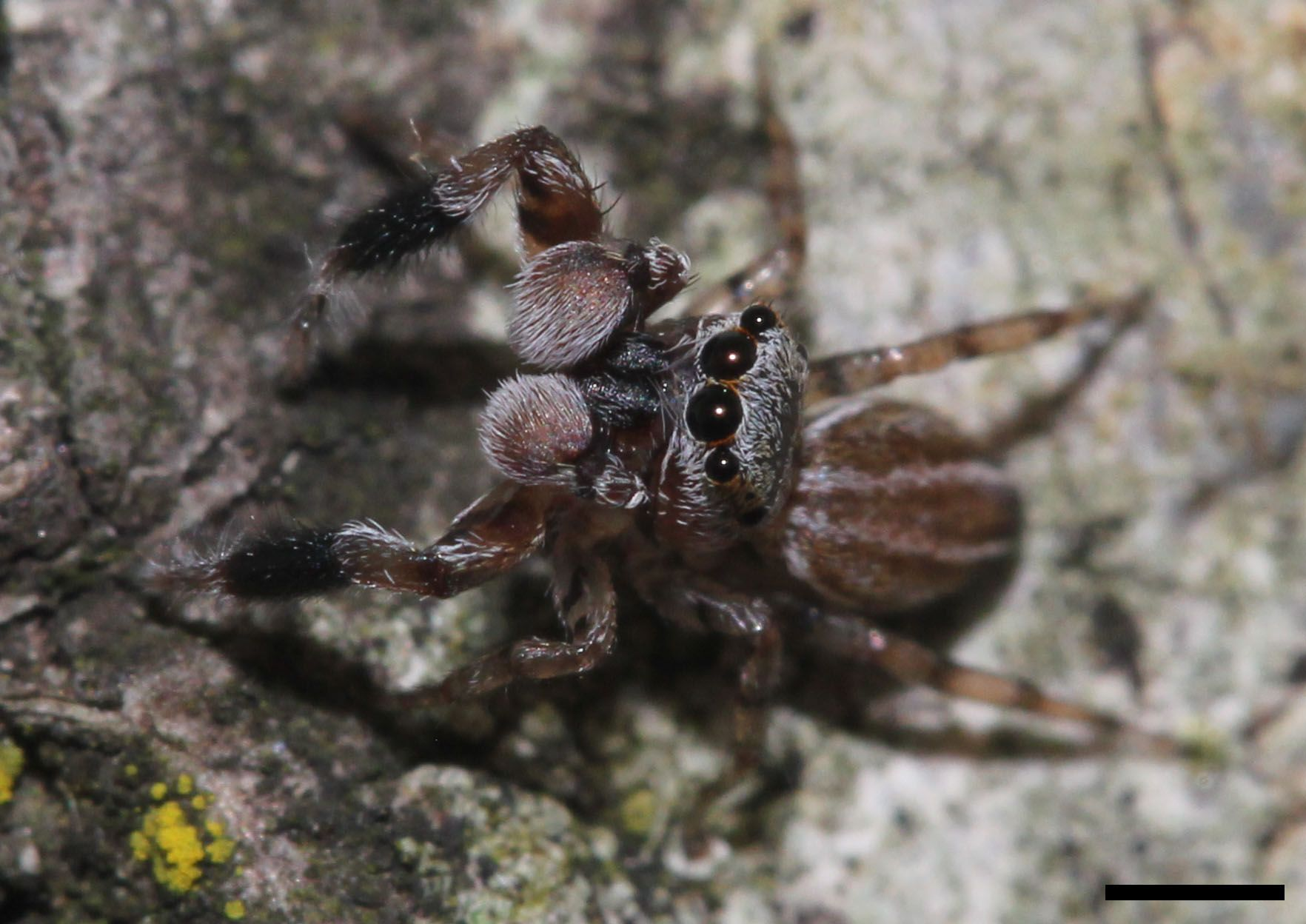
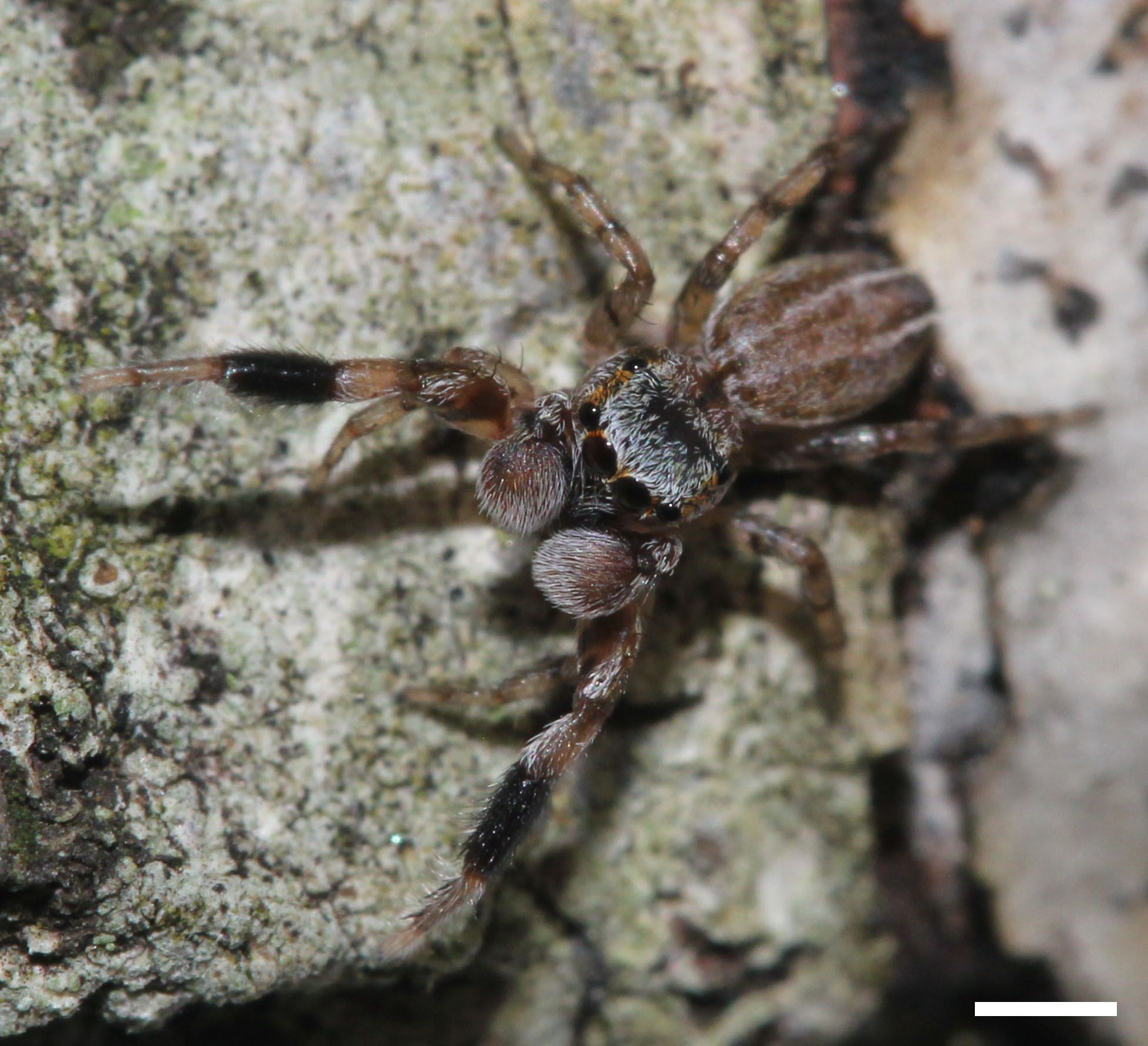